# Ironheart (televisieserie)
Ironheart is een Amerikaanse superheldenserie geschreven door Chinaka Hodge voor de streamingdienst Disney+, gebaseerd op het Marvel Comics-personage Riri Williams / Ironheart geschreven door Brian Michael Bendis. De serie gaat op 24 juni 2025 van start op Disney+.
Dominique Thorne speelt de rol van het titelpersonage Riri Williams / Ironheart. De andere hoofdrollen worden gespeeld door Lyric Ross, Manny Montana, Matthew Elam, Anji White, Anthony Ramos en Alden Ehrenreich. De serie wordt geproduceerd door Marvel Studios en is deel van fase vijf van het Marvel Cinematic Universe. De regisseurs zijn Sam Bailey en Angela Barnes.
Het titelpersonage verscheen voor het eerst in de film Black Panther: Wakanda Forever.

## Rolverdeling
| Acteur / Actrice   | Personage                           | Notitie | Seizoen     | Seizoen |
| Acteur / Actrice   | Personage                           | Notitie | 1           |         |
| ------------------ | ----------------------------------- | --- | ----------- | ------- |
| Dominique Thorne   | Riri Williams / Ironheart           | Een geniale vijftienjarige student aan het Massachusetts Institute of Technology (MIT) met een enorme interesse in technologie, die net als Iron Man een volop bewapend metalen pak (pantser) bezit waarmee ze kan vliegen en dat haar enorm snel en krachtig maakt. Ze is extreem intelligent en kan vrijwel alles wat ze bedenkt ontwerpen en bouwen. Verscheen eerder in de film Black Panther: Wakanda Forever. | Hoofdrol    |         |
| Anthony Ramos      | Parker Robbins / The Hood           | Een bendeleider die een deal sloot met Mephisto en een met magie doordrenkte mantel kreeg. | Hoofdrol    |         |
| Lyric Ross         | Natalie Washington / N.A.T.A.L.I.E. | De beste vriendin van Riri Williams. Na haar dood baseerde Riri Williams een kunstmatige intelligentie op haar uiterlijk en karakter. | Hoofdrol    |         |
| Matthew Elam       | Xavier Washington                   | Een buurman en vriend van Riri Williams. Hij was de broer van Riri's beste vriendin, Natalie Washington. | Hoofdrol    |         |
| Anji White         | Ronnie Williams                     | De moeder van Riri Williams. | Hoofdrol    |         |
| Alden Ehrenreich   | Ezekiel Stane / Joe McGillicuddy    | Een tech-ethicus en handelaar op de zwarte maakt. De zoon van de overleden Obadiah Stane, de voormalige zakenpartner van Tony Stark, de voormalige intern-CEO van Stark Industries en hoofdschurk uit de film Iron Man. | Hoofdrol    |         |
| Manny Montana      | Cousin John King                    | Een goede vriend van Parker Robbins en een lid van The Hood's bende. | Hoofdrol    |         |
| Sonia Denis        | Clown                               | Een pyrotechnicus en een lid van The Hood's bende. | Terugkerend |         |
| Shea Couleé        | Slug                                | Een cybercrimineel, gezocht crimineel uit Madripoor en een lid van The Hood's bende. | Terugkerend |         |
| Zoe Terakes        | Jeri Blood                          | De zus van Roz Blood, een atleet die uit elke competitie werd verbannen vanwege onsportief gedrag en een lid van The Hood's bende. | Terugkerend |         |
| Shakira Barrera    | Roz Blood                           | De zus van Jeri Blood, een atleet die uit elke competitie werd verbannen vanwege onsportief gedrag en een lid van The Hood's bende. | Terugkerend |         |
| Eric André         | Stuart Clarke / Rampage             | Een technologiespecialist en een voormalig lid van The Hood's bende. | Terugkerend |         |
| LaRoyce Hawkins    | Gary Williams                       | De stiefvader van Riri Williams. | Terugkerend |         |
| Harper Anthony     | Landon                              | Een vriend van Riri Williams. | Terugkerend |         |
| Paul Calderón      | Arthur Robbins                      | De CEO van de ArtWorks Technology Company, een technologiebedrijf uit Chicago. | Terugkerend |         |
| Regan Aliyah       | Zelma Stanton                       | Een vriend van Riri Williams die magische krachten bezit. | Terugkerend |         |
| Tanya Christiansen | Heather                             | De buurvrouw van Joe McGillicuddy. | Terugkerend |         |
| Cree Summer        | Madeline Stanton                    | Een voormalig meester in de mystieke kunsten en de moeder van Zelma Stanton. | Terugkerend |         |
| Sacha Baron Cohen  | Mephisto                            | Een demon die de aarde bezoekt, mensen manipuleert en een pact met hen sluit. | Bijrol      |         |
| Jim Rash           | Professor Wilkes                    | Een faculteitslid aan het Massachusetts Institute of Technology en verantwoordelijk voor de presentatie van Tony Stark in 2016. Verscheen eerder in de film Captain America: Civil War. | Bijrol      |         |
| David Vaughn       | Hunter Mason                        | De CEO van Heirlum Biotechnologies. | Gastrol     |         |
| Zhaleh             | Sheila Zarate                       | De CEO van TNNL. | Gastrol     |         |
| Tanya Freeman      | Decaan Choi                         | De decaan van het Massachusetts Institute of Technology. | Gastrol     |         |

## Afleveringen
| Nr. | Titel                                  | Regisseur     | Schrijver(s)                            | Releasedatum |
| --- | -------------------------------------- | ------------- | --------------------------------------- | ------------ |
| 1   | Take Me Home                           | Sam Bailey    | Chinaka Hodge                           | 24 juni 2025 |
| 2   | Will the Real Natalie Please Stand Up? | Sam Bailey    | Malarie Howard                          | 24 juni 2025 |
| 3   | We in Danger, Girl                     | Sam Bailey    | Francesca Gailes & Jacqueline J. Gailes | 24 juni 2025 |
| 4   | Bad Magic                              | Angela Barnes | Amir Sulaiman                           | 1 juli 2025  |
| 5   | Karma's a Glitch                       | Angela Barnes | Christian Martinez                      | 1 juli 2025  |
| 6   | The Past Is The Past                   | Angela Barnes | Chinaka Hodge                           | 1 juli 2025  |